# راؤول أريلانو غالو
راؤول أريلانو غالو (بالإسبانية: Raúl Arellano Gallo)‏ هو لاعب كرة قدم مكسيكي، ولد في 17 يناير 1939 في غوادالاخارا في المكسيك. لعب مع كروز آزول.

## وصلات خارجية
- راؤول أريلانو غالو على موقع ناشيونال فوتبول تيمز (الإنجليزية)
- راؤول أريلانو غالو على موقع عالم كرة القدم.نت (الإنجليزية)
- راؤول أريلانو غالو على موقع اللجنة الأولمبية الدولية (الإنجليزية)
- راؤول أريلانو غالو على موقع أوليمبيديا (الإنجليزية)